# صابر آباد
صابر آباد أو (بيتروبافلوفكا (بالروسية: Петропавловка)‏) هي مدينة، في أذربيجان، تقع في مقاطعة صابر آباد، بلغ عدد سكانها 1,815  نسمة وذلك حسب إحصائيات سنة 1926، رمزها البريدي هو AZ 5400.